# Witold Kacz
Witold Kacz (ur. 26 stycznia 1920 w Krakowie, zm. 7 lutego 1981 tamże) – polski prezbiter katolicki  archidiecezji krakowskiej, kanonik,  założyciel instytutu świeckiego Jezusa Chrystusa Odkupiciela Człowieka.

## Powołanie kapłańskie
W czasie okupacji tajnie studiował teologię w Seminarium Archidiecezjalnym. Święcenia kapłańskie otrzymał 18 kwietnia 1943 r. z rąk Adama Stefana kardynała Sapiehy. W lipcu tegoż roku otrzymuje nominację na wikariusza w Pcimiu, w sierpniu 1944 r. zostaje przeniesiony do Sułkowic na posadę katechety szkolnego.

## Działalność konspiracyjna
Od listopada 1945 r. do grudnia 1946 r. kieruje placówką Młodzieży Wielkiej Polski, będącą konspiracyjną organizacją młodzieżową Stronnictwa Narodowego. Na polecenie ks. Kacza (pseudonim Longinus, Skrzetuski)  Jan Ryś (pseudonim Sowiet) organizuje Oddział Dywersji Bojowej, którego celem jest zbieranie informacji i przekazywanie ich do kierownictwa Stronnictwa Narodowego Okręgu Kraków - Ziemia o kryptonimie „Pług nr 2”. 
Jest również kapelanem Armii Krajowej.

## Represje władz komunistycznych
Dnia 7 lipca 1950 r. zostaje aresztowany i umieszczony w więzieniu przy Placu Inwalidów w Krakowie. W grudniu zostaje przeniesiony do aresztu na ul. Montelupich, w lutym 1951 r. zostaje skazany przez Wojskowy Sąd Rejonowy w Krakowie na 15 lat więzienia i w maju przewieziony do Rawicza. 22 lipca 1953 r. zostaje czasowo zwolniony z więzienia, w sierpniu 1954 r. zwolniony z odbywania pozostałej części kary z powodu – jak podano – „ogólnego wyniszczenia organizmu więźnia”.

## Duszpasterz chorych
Dnia 28 sierpnia 1964 r. ks. abp Karol Wojtyła zleca ks. kanonikowi W. Kaczowi zorganizowanie działu Duszpasterstwa Chorych w Archidiecezji krakowskiej. Na stanowisku archidiecezjalnego duszpasterza chorych ks. Kacz pozostaje przez 25 lat, niemal aż do swojej śmierci.

## Założyciel Instytutu Świeckiego
Podczas pobytu w więzieniu ks. Kaczowi nasunęła się myśl utworzenia instytutu świeckiego. W 1960 roku ksiądz W. Kacz zakłada Instytut Świecki Jezusa Chrystusa Odkupiciela Człowieka. Bp Karol Wojtyła włącza się w proces formowania wspólnoty i co najmniej dwa razy w roku uczestniczy w spotkaniach instytutu. Po śmierci ks. W. Kacza instytut zmienia swą nazwę na Wspólnota Chrystusa Odkupiciela Człowieka.
Pochowany na cmentarzu Rakowickim (kwatera AD-płd.-4).

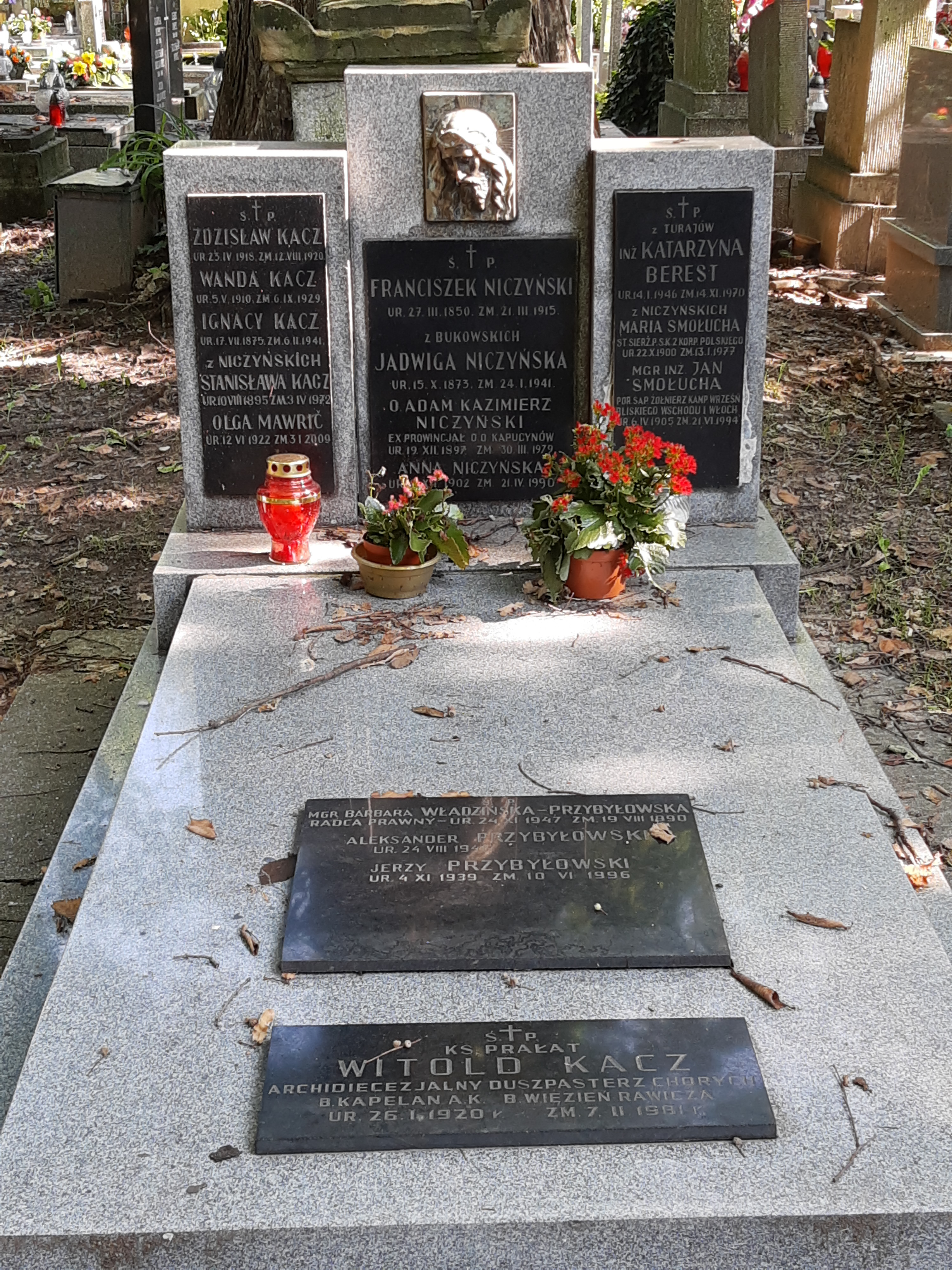
Grób ks. Witolda Kacza na cmentarzu Rakowickim